# فيفا 18

الطور الإضافي لكأس العالم 2018م في لعبة فيفا 18 بعد التحديث الـمجاني

فيفا 18 (بالإنجليزية: FIFA 18)‏ هي لعبة فيديو كرة قدم من سلسلة ألعاب فيفا، صدرت في يوم 29 سبتمبر 2017. يوم 8 يوليو 2017، وهي النسخة الثانية من سلسلة ألعاب فيفا التي تستخدم محرك الألعاب فروستبايت بعد نسخة فيفا 17.
أُعلن في يونيو 2017 عن ظهور البرتغالي كريستيانو رونالدو على غلاف اللعبة بعد فوزه في تصويت أقيم لتحديد لاعب الغلاف. وفي 12 يونيو 2017 أعلنت EA Sports عن إدراج بعض اللاعبين ممتازين القدامى أمثال الحارس السوفييتي ليف ياشين والأرجنتيني دييغو مارادونا والفرنسي تييري هنري والبرازيلين بيليه ورونالدو في طور Ultimate Team (وهو طور تبني فيه تشكيلتك الخاصة حسب الدوري أو الجنسية).
تعمل اللعبة لأنظمة بلاي ستيشن 3 وبلاي ستيشن 4 وإكس بوكس 360 وإكس بوكس ون ومايكروسوفت ويندوز ونينتندو سويتش. وهي من تطوير ستوديو إي أيه كندا ومن نشر إي آيه سبورتس الأمريكية.

## الإضافات
- طور الرحلة - هنتر: كانت بداية طور الرحلة في فيفا 17 مع اللاعب أليكس هنتر (الذي عبر عنه ونمذجه أديتوميوا إدون)، وهو لاعب كرة قدم شاب يحاول أن يجعل بصمته في الدوري الإنجليزي الممتاز. بحيث يتمكن اللاعب من اختيار أي نادي في الدوري الإنجليزي الممتاز للعب به في بداية الموسم.[10] تم تطوير الطور في فيفا 18 بحيث شملت المزيد من التباين والتحويلات و«عالم مفتوح».[11] حيث سيكون بامكان اللاعب من اتخاذ بعض «القرارات الحاسمة» التي من شأنها أن تؤثر على مصيره.[12] وسيتم تقسيم أسلوب القصة إلى عدة أقسام، لكل قسم أهدف محددة وسيكون لكل منها أهداف محددة يتعين تحقيقها والوفاء بها. وسيكون من الممكن أيضا تغيير مظهر هنتر من خلال تضمين العشرات من القمصان والبلوزات وتسريحات الشعر.[13]
- ألتيميت تيم:  في 12 يونيو 2017 أعلنت EA Sports عن إدراج بعض اللاعبين القدامى أمثال الحارس السوفييتي ليف ياشين والأرجنتيني دييغو مارادونا والفرنسي تييري هنري والبرازيلين بيليه ورونالدو في طور Ultimate Team (وهو طور تبني فيه تشكيلتك الخاصة حسب الدوري أو الجنسية.[14]

## وصلات خارجية
- فيفا 18 على موقع IMDb (الإنجليزية)
- الموقع الرسمي